# Пироговський Олександр Сидорович
Олександр Сидорович Пироговський (нар. 24 серпня 1897, Гайсин — пом. 6 листопада 1943, Київ) — Герой Радянського Союзу, в роки радянсько-німецької війни один з організаторів більшовицького партійного підпілля в місті Києві, секретар Залізничного підпільного райкому партії.

## Біографія
Народився в 24 серпня 1897 року у місті Гайсині. Українець. Закінчив військово-музичну школу. Працював музикантом у Гайсинському кінотеатрі.
У 1916 році призваний на військову службу. Учасник Першої світової війни.
З 1919 року в рядах Червоної армії, учасник українсько-більшовицької війни, у 1919–1924 роках служив у Дніпровській військовій флотилії. 1924 року демобілізований. Член КПРС із 1927 року. Працював на Гайсинському та Київському залізничних вузлах стрілочником, потім робітником лісозаводу імені Першого травня в Києві. На заводі був обраний секретарем партійної організації, а напередодні війни призначений директором заводу.
Із серпня 1941 року, у період німецької окупації, — секретар Залізничного підпільного райкому партії м. Києва. Один з організаторів і керівників антигітлерівської боротьби. 31 жовтня 1943 року арештований гестапо і розстріляний 6 листопада, у переддень відвоювання Києва Червоною Армією.
«За зразкове виконання бойових завдань командування в боротьбі проти німецько-фашистських загарбників у тилу противника і виявлені при цьому відвагу і геройство і за особливі заслуги в розвитку партизанського руху в Україні» Указом Президії Верховної Ради СРСР від 2 травня 1945 року Пироговському Олександру Сидоровичу посмертно присвоєно звання Героя Радянського Союзу.

Могила О. Пироговського

Похований на Лук'янівському цвинтарі (прах перенесено з Пушкінського парку).

## Вшанування
У Гайсині на районному Будинку культури на його честь установлена меморіальна дошка. У Києві одна з вулиць з 1984 носить ім'я комуніста. З 1936 року жив на вулиці Тарасівській № 19, де йому встановлено меморіальну дошку.
Ім'я О. С. Пироговського було вибито на пам'ятному знаку партизанам і підпільникам Вінниччини в місті Вінниці.